# Gustaw Nachajski
Gustaw Józef Nachajski  pseud. Tadeusz Tomicki (ur. 13 sierpnia 1898 w Ulanowie, zm. 2 sierpnia 1944) – polski prezbiter Kościoła katolickiego, wikary w Sieniawie, katecheta, pedagog, wiceprezes Zarządu Okręgowego Stronnictwa Narodowego w Rzeszowie, przedstawiciel Wydziału Organizacyjnego Zarząd Główny SN i NOW w Warszawie.

## Życiorys
Gustaw Józef Nachajski był synem ziemi niżańskiej. Od najmłodszych lat bardzo dużo czytał, zwłaszcza książki traktujące o historii i dziejach Polaków.
Święcenia kapłańskie przyjął 22 maja 1921 r. Do wybuchu wojny pracował kolejno jako wikary w Sieniawie i Miechocinie oraz jako katecheta w Tarnobrzegu, Nisku i Jaworniku Polskim. M.in. uczył religii w Państwowym Gimnazjum w Nisku w latach 1928–1932.
W latach 20. związany był z ruchem ludowym.  Wstąpił do Stronnictwa Ludowego, z którym zerwał na początku lat trzydziestych, a kiedy zabrakło W. Witosa, przeniósł swoje sympatie na Stronnictwo Narodowe. Został wybrany wiceprezesem Zarządu Okręgu SN w Rzeszowie. Poszukiwany przez Gestapo ukrywał się.
W czasie okupacji Zarząd Główny SN, mając na uwadze bezpieczeństwo księdza i jego duże zdolności organizatorskie, powołał go na stanowisko do centrali Wydziału Organizacyjnego do Warszawy, dokąd wyjechał, by kontynuować działalność w podziemiu narodowym SN i NOW.
Gustaw Józef Nachajski zginął w powstaniu warszawskim w nieznanych bliżej okolicznościach, pod przybranym nazwiskiem Tadeusz Tomicki (prawdopodobnie rozstrzelany) na placu Narutowicza 2 sierpnia 1944 r.